# セレスティン・ババヤロ
セレスティン・ババヤロ（Celestine Babayaro, 1978年8月29日 - ）は、ナイジェリア出身の元同国代表サッカー選手。ポジションはディフェンダー、ミッドフィールダー。
ナイジェリアの黄金の世代の一人である。

## 経歴
1994年にベルギーのRSCアンデルレヒトで選手キャリアをスタート。1996年のアトランタオリンピックではナイジェリア代表として出場し、金メダル獲得。決勝戦では自らゴールを決め勝利に貢献した。
この活躍により1997年にはイングランドのチェルシーFCに移籍。1997-98シーズンのUEFAカップウィナーズカップ制覇に貢献した。
2004年、出場機会を求めニューカッスル・ユナイテッドFCに移籍。2008年1月、デビッド・ベッカム所属のロサンゼルス・ギャラクシーに自由契約で移籍。しかし、同年3月に契約を破棄し退団。その後2010年に現役引退を表明した。

## 記録
1994年11月23日、UEFAチャンピオンズリーグにて、対ステアウア・ブカレスト戦に出場し、16歳と87日という最年少出場記録を達成した。2020年12月9日現在は史上2番目の最年少出場記録となっている。

## 代表歴

### 出場大会
- ナイジェリア代表
  - 1998 FIFAワールドカップ
  - 2002 FIFAワールドカップ

### 試合数
- 国際Aマッチ 27試合 0得点（1995年-2004年）[2]

| ナイジェリア代表 | 国際Aマッチ | 国際Aマッチ |
| 年               | 出場        | 得点        |
| ---------------- | ----------- | ----------- |
| 1995             | 1           | 0           |
| 1996             | 1           | 0           |
| 1997             | 4           | 0           |
| 1998             | 5           | 0           |
| 1999             | 2           | 0           |
| 2000             | 7           | 0           |
| 2001             | 2           | 0           |
| 2002             | 4           | 0           |
| 2003             | 0           | 0           |
| 2004             | 1           | 0           |
| 通算             | 27          | 0           |